# Pavol Hammel

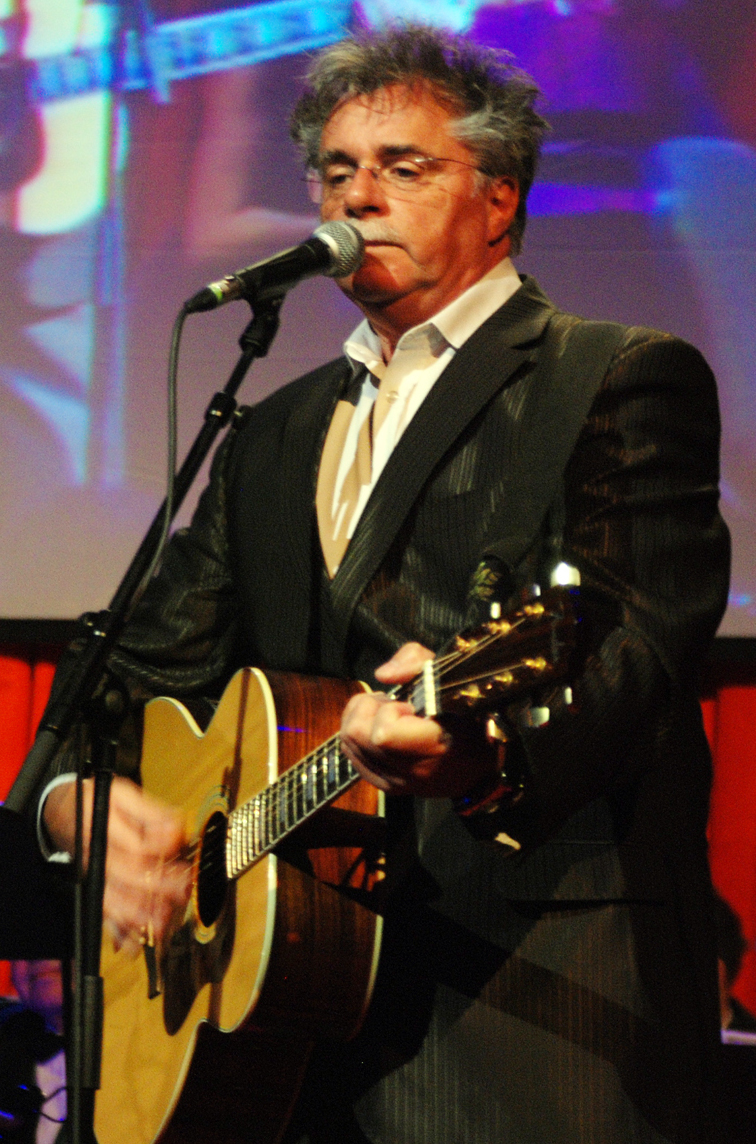
Pavol Hammel

Pavol Hammel (* 7. Dezember 1948 in Bratislava)  ist ein slowakischer Komponist, Sänger, Musiker und Produzent.
Er stammt aus einer musikalischen Familie. Zur Musik brachte ihn sein Vater, ein Geiger des Slowakischen Nationaltheaters. In seiner Jugend studierte er Violine. Als Mitglied eines Eisenbahner-Orchesters spielte er Volksmusik, klassische und moderne Tanzlieder.
Im Alter von sechzehn Jahren begann er Gitarre zu spielen, die sein Hauptinstrument wurde. Im Jahr 1963 gründete er die Gruppe Prúdy (deutsch: Ströme), zu der ab 1967 auch Marián Varga gehörte. Der erste Song „Spievam si pieseň“ (Ich singe ein Lied) erschien im Jahr 1965. Texter der Band wurden Kamil Peteraj und Boris Filan, mit denen Pavol Hammel bis heute zusammenarbeitet. Seit 1972 nahm Hammel zusammen mit Marián Varga fünf separate Alben auf.
Im Jahr 1994 gründete er die Agentur Rock Pop Bratislava, im Jahr 1999 eine weitere namens Rock Production Bratislava, mit denen er ebenfalls bis heute arbeitet. Ansonsten produziert Pavol Hammel mit der slowakischen Musikfirma Opus.
1978 erhielt Hammel den Preis Bratislavská lýra in Silber und 1988 in Bronze. Im Jahr 2009 wurde er in Nitra mit dem Pavel-Strauss-Preis für das Jahr 2008 geehrt.
1976 beendete Pavol Hammel sein Studium der Rechtswissenschaften an der Comenius-Universität in Bratislava.  Er ist verheiratet und hat zwei Töchter.

## Diskographie
(Auswahl)
- Zvoňte zvonky (1969)
- Pavol Hammel a Prúdy (1970)
- Som šťastný, keď ste šťastní (1972)
- Zelená pošta (1972)
- Šľahačková princezná (1973)
- Hráč (1975)
- Pavol Hammel, Marián Varga, Radim Hladík Na II. programe sna (1976)
- Stretnutie s tichom (1978)
- Faust a margréty (1980)
- Vrabec vševed (1979)
- Čas malín (1981)
- Dnes už viem (1983)
- Všetko je inak (1989)
- Labutie piesne (1993)
- Život je... (1997)
- Prúdy 1999 (1999)
- Cyrano z predmestia (1999)
- Šálka čaju (rarity 1.) (2002)
- Starí kamoši (2002)
- Kreditka srdca (2004)
- Pavol Hammel & Radim Hladík Déjá vu (live) (2007)